# Colloqui con sé stesso
I Colloqui con sé stesso, conosciuti anche coi titoli di Pensieri, Meditazioni, Ricordi e A sé stesso (quest'ultimo una traduzione letterale del greco antico Τὰ εἰς ἑαυτόν Tà eis heautón), sono una serie di riflessioni autobiografiche dell'Imperatore romano Marco Aurelio, regnante fra il 161 e il 180 d.C., che contengono le sue note private su di sé e la filosofia stoica. Queste meditazioni, accolte in dodici libri scritti nella koinè greca, furono depositate come risorsa per la propria condotta e guida all'auto-miglioramento, e rappresentano un'opera letteraria unica nel suo genere, che sembra ripercorrere gli ultimi 12 anni della vita interiore dell'autore.
Scritta da Marco Aurelio senza alcun intento di pubblicazione, l'opera è anepìgrafa, motivo per il quale ancor oggi sono diversi i titoli assegnati dagli editori moderni. La forma usata negli scritti va dai motti alle formule sentenziose, dalla lunghezza variabile di brevi frasi a interi paragrafi.
La prima menzione diretta dell'opera proviene da Areta di Cesarea (860–935 d.c.), collezionista di manoscritti.

## Contenuti
Molti classicisti ritengono che larghe porzioni degli scritti furono scritti a Sirmio, dove l'imperatore rimase parecchio tempo a pianificare le campagne militari marcomanne, dal 170 al 180. Parte del testo fu composto mentre si trovava ad Aquincum, nella campagna in Pannonia, perché note interne ci mostrano che il primo libro fu scritto mentre stava combattendo i Quadi lungo il fiume Granua (l'odierno Hron, in Slovacchia). 
I testi costituiscono una specie di testamento interiore, dove Marco Aurelio rammentava tutte le persone importanti della sua vita in forma autobiografica. Il libro I pare esser stato quello composto più tardi, verso la fine della sua vita, nel 179 circa; il libro II, scritto a Carnuntum, ritenuto anch'esso di più tarda datazione, potrebbe essere stato scritto nel 178 e, cosa più importante, rappresentare la chiave di lettura per una possibile interpretazione cronologica dell'opera. In questo caso sarebbe troppo facile (anche se possibilissimo) ipotizzare una cronologia in cui il primo dei libri è databile al 179 e l'ultimo, il XII, al 168, poco dopo la morte dell'amico fraterno, nonché suo insegnante Marco Cornelio Frontone.
Marco sembra riprendere le posizioni stoiche, con un accento sul senso di impotenza dell'Uomo di fronte agli Dei e sulla superficialità delle rappresentazioni umane. Egli sembra adeguarsi alle ragioni supreme che governano il mondo, in quanto sapiente e filosofo, pur tendendo in questo suo scritto a fuggire dal mondo e dalla materialità della vita. Di fronte al "non senso" del mondo e delle sue realtà caduche, l'unica via che rimane al saggio è il ripiego su sé stessi che dà significato alla propria esistenza individuale.
Come in Seneca, per Marco Aurelio l'anima è distinta e separata dal corpo ma essa è poi ulteriormente composta dall'anima vera e propria, intesa come spirito, pneuma, soffio vitale e l'intelletto, la sede dell'attività spirituale.
Nel suo ruolo di imperatore, compie stoicamente il suo dovere per ciò che attiene al suo ruolo politico, ma sente l'inutilità e il non senso di azioni che non cambieranno l'irrazionalità che travaglia il mondo umano: 
(Marco Aurelio, Τὰ εἰς ἑαυτόν, IV, 3, 3–4)

## Traduzioni italiane
- I dodici libri di Marco Aurelio Antonino imperadore di se stesso ed a se stesso, comunemente intitolati «Della sua vita», traslatati dal greco, Traduzione del Cardinale Francesco Barberini, In Roma, per Giacomo Dragondelli, 1675. [prima traduzione italiana]
- Ricordi. Tradotti dal conte Michele Milano, 2 voll., Napoli, presso Vincenzo Orsini, 1820-22.
- Ricordi, Volgarizzamento con note tratto in gran parte dalle scritture di Luigi Ornato, terminato e pubblicato per opera di Gerolamo Picchioni, Torino, Stamperia Reale, 1853; Collezione Gli Immortali, Milano, Istituto Editoriale Italiano, 1941.
- Il libro dei ricordi, con prefazione e note di Angelo Crespi, Collana Biblioteca Universale, Sonzogno, Milano, 1902.
- I ricordi, Nuova traduzione, con la vita dell'imperatore e note illustrative di Umberto Moricca, Torino, Chiantore, 1923.
- da I Ricordi, pagine scelte e annotate a cura di I. Ghisalberti, Collana I Breviari, Firenze, La Voce, 1924.
- Ricordi, Traduzione, introduzione e note a cura di Carlo Mazzantini, Torino, G.B. Paravia e C., 1940.
- Pensieri, Introduzione, traduzione e commento di Antonio Banfi, Milano, A. Mondadori, 1941.
- I ricordi, a cura di Francesco Cazzamini-Mussi, Torino, G. Einaudi, 1943; trad. riveduta da Carlo Carena sul testo critico stabilito da Willy Theiler (Zürich, 1951), Einaudi, 1968-2025.
- Colloqui con se stesso (ricordi e pensieri), traduzione di Francesco Lulli, Collana BUR nn.579-581, Milano, Rizzoli, 1953.
- Pensieri, Introduzione, note critiche e traduzione a cura di Emilio Pinto (condotta sull'edizione a cura di Ildephonse Amédée Trannoy, Les Belles Lettres, 1925), Napoli, Libreria Scientifica Editrice, 1968.
- Ricordi, Introduzione di Max Pohlenz, traduzione di Enrico Turolla, schemi analitici e commento di Marcello Zanatta, Collana BUR, Milano, Rizzoli, 1975.
- Scritti, Lettere a Frontone, Pensieri, Documenti, a cura di Guido Cortassa, sul testo critico stabilito da A.S.L. Farquharson (1944), Collezione Classici Greci, Torino, UTET, 1984, ISBN 978-88-020-3908-4.
- Ricordi, Collana Le perle, Nuova Editrice Spada, 1986, ISBN 978-88-812-2020-5.
- A se stesso, Introduzione di Lidia Storoni Mazzolani, Firenze, Le Lettere, 1989.
- Pensieri, a cura di Maristella Ceva, Collana Oscar, Milano, A. Mondadori, 1989-2025.
- A se stesso. Pensieri, Introduzione, traduzione e note di Enrico Valdo Maltese, Milano, Garzanti, 1993.
- Gli scritti a se stesso, a cura di Eva Di Stefano, Catania, CUECM, 2000.
- Colloqui con se stesso, traduzione e cura di Nicola Gardini, Milano, Medusa, 2005.
- Pensieri, trad. e cura di Antonia Marchiori, note di Maria Luisa Gambato, Roma, Salerno Editrice, 2005, ISBN 978-88-840-2497-8.
- Pensieri, Introduzione, traduzione, note e apparati di Cesare Cassanmagnago, Milano, Bompiani, 2008.
- Ricordi, traduzione di Franco Scalenghe, online, con note e commenti di ogni frammento, 2009. URL consultato il 30 gennaio 2014 (archiviato dall'url originale il 13 dicembre 2013).
- L'arte di conoscere se stessi. Pensieri, cura e traduzione di Mario Scaffidi Abate, Collana Grandi Tascabili Economici n.690, Roma, Newton Compton, 2011, ISBN 978-88-541-3458-4; Collana Classic, House Book, 2024, ISBN 978-88-932-2930-2.
- Colloqui con sé stesso, traduzione di Luca Civitavecchia, Introduzione di Martino Menghi, Firenze, Demetra, 2017; Collana Passepartout, Firenze, Giunti-Barbèra, 2021, ISBN 978-88-099-1168-0; 2025, ISBN 979-12-232-0604-1.
- Colloqui con se stesso. Ricordi e pensieri, Prefazione di Laura Maninchedda, Agira (Enna), GAEditori, 2018, ISBN 978-88-942-5093-0.
- A me stesso, traduzione di Stella Sacchini, Collana Oscar Sophia, Milano, Mondadori, 2024, ISBN 978-88-047-6531-8.